# Ancora tu (serie televisiva)
Ancora tu (You Again?) è una serie televisiva statunitense in 26 episodi trasmessi per la prima volta nel corso di 2 stagioni dal 1986 al 1987.
È una sitcom incentrata sulle vicende di un uomo divorziato e del figlio diciassettenne che va a vivere con lui. È il rifacimento statunitense della serie britannica Home to Roost (1985-1990, 29 episodi).

## Trama
Willows Henry è il direttore di un supermercato, divorziato da dieci con un figlio diciassettenne, Matt, che non ha mai frequentato veramente. Quando il ragazzo si presenta a casa sua non può non accoglierlo per farlo vivere con lui, sebbene si possa dire che i due in pratica non si conoscono. Matt gli crea non pochi problemi: è maleducato, ma molto popolare tra le ragazze. Nel corso della serie, in diverse occasioni, porta il burbero Henry ad uscire spesso fuori dai gangheri, ma naturalmente alla fine i legami familiari appianano tutte le differenze, come nella più tradizionale delle sitcom. A fare da contraltare ai due è la domestica inglese Enid Tompkins.

## Personaggi e interpreti

### Personaggi principali
- Henry Willows (26 episodi, 1986-1987), interpretato da Jack Klugman.
- Matt Willows (26 episodi, 1986-1987), interpretato da John Stamos.
- Enid Tompkins (23 episodi, 1986-1987), interpretata da Elizabeth Bennett.
È la domestica di Henry e Matt. L'attrice Bennett interpretò lo stesso ruolo anche nella serie britannica originale, Home to Roost.[1]

### Personaggi secondari
- Pam (8 episodi, 1986-1987), interpretato da Valerie Landsburg.
- Harry (5 episodi, 1986), interpretato da Guy Marks.
- Louis (4 episodi, 1986-1987), interpretato da Luis Avalos.
- Maggie Davis (4 episodi, 1986-1987), interpretato da Barbara Rhoades.
- Maury (3 episodi, 1986), interpretato da interpretata Roman.
- Mime (2 episodi, 1986-1987), interpretato da Lloyd Gordon.
- Mabel (2 episodi, 1986), interpretata da Fritzi Burr.
- Vince (2 episodi, 1986), interpretato da Jon Caliri.

## Produzione
La serie, ideata da Eric Chappell, fu prodotta da Sweater Productions, Taft Entertainment/Lawson Group e Taft Entertainment Television. Le musiche furono composte da Rik Howard, Bob Wirth e Chris Boardman.

### Registi
Tra i registi sono accreditati:
- Bill Foster in 11 episodi (1986-1987)
- Peter Bonerz in 3 episodi (1986)
- Gerren Keith in 3 episodi (1986)
- Howard Murray in 3 episodi (1986)
- Jerry Paris in 2 episodi (1986)

### Sceneggiatori
Tra gli sceneggiatori sono accreditati:
- Eric Chappell in 26 episodi (1986-1987)
- Jay Abramowitz in 3 episodi (1986-1987)
- Zachary D. Wechsler in 3 episodi (1986-1987)
- Doug McIntyre in 3 episodi (1986)
- Al Aidekman in 2 episodi (1986)
- Tom Musca in 2 episodi (1986)
- Bernie Orenstein in 2 episodi (1986)
- Jerry Stahl in 2 episodi (1986)
- Saul Turteltaub in 2 episodi (1986)

## Distribuzione
La serie fu trasmessa negli Stati Uniti dal 27 febbraio 1986 al 7 gennaio 1987 sulla rete televisiva NBC. In Italia è stata trasmessa con il titolo Ancora tu. È stata distribuita anche in Francia con il titolo Père et impair.

## Episodi
| Stagione         | Episodi | Prima TV USA |
| ---------------- | ------- | ------------ |
| Prima stagione   | 13      | 1986         |
| Seconda stagione | 13      | 1986-1987    |